# Horst Reichel (Triathlet)
Horst Reichel (* 28. März 1982) ist ein ehemaliger deutscher Triathlet, der vorwiegend auf der Langdistanz startete. Er ist Ironman-Sieger (2014).

## Werdegang
Horst Reichel wuchs in Pfungstadt auf und war schon mit vier Jahren als Schwimmer beim TSV Pfungstadt.
Seit 2009 startete er als Profi-Athlet.

### Vize-Meister Triathlon-Mitteldistanz 2010
2010 wurde der Südhesse Deutsche Vize-Meister im Triathlon auf der Mitteldistanz. Horst Reichel ist als starker Schwimmer bekannt und im Juni 2013 holte er sich den Sieg auf der halben Ironman-Distanz, beim Ironman 70.3 Italy. 2013 konnte er sich erstmals für einen Startplatz bei der Ironman World Championship auf Hawaii qualifizieren.

### Erster Ironman-Sieg 2014
Im August 2014 gewann er den Ironman Sweden, nachdem er im vergangenen Jahr hier den dritten Rang erreicht hatte.
Von 2012 an startete Reichel zusammen mit Jan Raphael, Timo Bracht und Georg Potrebitsch für das 21run.com Triathlon Team, aus dem 2013 das Power Horse Triathlon Team wurde und 2015 das Team Sport for Good entstand. Er startete seit 2015 für das Triathlon-Team DSW Darmstadt.
Im Juni 2018 konnte er auf der Mitteldistanz seinen Titel beim Bonn-Triathlon erfolgreich verteidigen.
Seit 2019 tritt er nicht mehr international in Erscheinung.
Horst Reichel lebt in Darmstadt und er ist als Lehramts-Student für Geschichte und Sport an der Technischen Universität Darmstadt eingeschrieben. Horst Reichel ist auch als Coach tätig.

## Sportliche Erfolge
| Datum/Jahr    | Rang | Wettbewerb                                         | Austragungsort    | Zeit     | Bemerkung |
| ------------- | ---- | -------------------------------------------------- | ----------------- | -------- | --- |
| 8. Sep. 2019  | 34   | Ironman 70.3 World Championships                   | Nizza             | 04:17:17 | [ 5 ] |
| 4. Aug. 2018  | 1    | Frankfurt-City-Triathlon                           | Frankfurt am Main | 03:29:10 | erfolgreiche Titelverteidigung |
| 9. Sep. 2018  | 3    | Ironman 70.3 Rügen                                 | Binz              | 03:51:56 | |
| 5. Aug. 2018  | 1    | Frankfurt-City-Triathlon                           | Frankfurt am Main | 03:29:08 | Sieger auf der Mitteldistanz |
| 10. Juni 2018 | 1    | Bonn-Triathlon                                     | Bonn              |          | erfolgreiche Titelverteidigung |
| 3. Dez. 2017  | 2    | Ironman 70.3 Cartagena                             | Cartagena         | 03:54:01 | |
| 25. Nov. 2017 | 8    | Ironman 70.3 Bahrain                               | Manama            | 03:52:38 | |
| 11. Juni 2017 | 1    | Bonn-Triathlon                                     | Bonn              | 02:45:35 | Sieger mit neuem Streckenrekord |
| 30. Juli 2016 | 2    | Ironman 70.3 Budapest                              | Budapest          | 03:41:46 | |
| 19. Juni 2016 | 3    | DTU Deutsche Meisterschaft Triathlon Mitteldistanz | Heilbronn         | 03:56:57 | Die Challenge Heilbronn musste witterungsbedingt als Duathlon ausgetragen werden – das Rennen gibt dennoch als DM Triathlon.                                     |
| 5. Juni 2016  | 10   | Ironman 70.3 Kraichgau                             | Kraichgau         | 04:00:29 | |
| 2. Aug. 2015  | 2    | Frankfurt-City-Triathlon                           | Frankfurt am Main | 01:58:24 | |
| 21. Juni 2015 | 8    | Challenge Heilbronn                                | Heilbronn         | 04:13:06 | auf der Mitteldistanz bei der Erstaustragung |
| 25. Apr. 2015 | 12   | Challenge Fuerteventura                            | Fuerteventura     |          | auf der Halbdistanz |
| 15. März 2015 | DNF  | Ironman 70.3 Monterrey                             | Monterrey         | –        | Rennabbruch auf der Radstrecke |
| 27. Feb. 2015 | 13   | Challenge Dubai                                    | Dubai             | 03:51:10 | beim ersten Rennen der „Challenge Triple-Crown-Serie“ |
| 14. Sep. 2014 | 16   | Ironman 70.3 Rügen                                 | Binz              | 04:11:42 | Die Erstaustragung auf Rügen musste witterungsbedingt ohne die Schwimmdistanz als Duathlon ausgetragen werden (5 km Laufen, 90 km Radfahren und 21,1 km Laufen). |
| 3. Aug. 2014  | 1    | Frankfurt-City-Triathlon                           | Frankfurt am Main | 01:55:49 | |
| 26. Apr. 2014 | 3    | Challenge Fuerteventura                            | Fuerteventura     | 04:03:50 | auf der Halbdistanz |
| 8. Sep. 2013  | 3    | Ironman 70.3 Luxemburg                             | Remich            | 03:56:03 | |
| 7. Juli 2013  | 5    | Ironman 70.3 Norway                                | Haugesund         | 03:58:21 | |
| 9. Juni 2013  | 1    | Ironman 70.3 Italy                                 | Pescara           | 04:02:04 | |
| 28. Okt. 2012 | 3    | Ironman 70.3 Miami                                 | Miami             | 03:44:14 | |
| 21. Aug. 2011 | 1    | Stockholm Triathlon                                | Stockholm         | 01:52:34 | |
| 5. Juni 2011  | 7    | Challenge Kraichgau                                | Kraichgau         |          | auf der Mitteldistanz |
| 6. Juni 2010  | 2    | DTU Deutsche Meisterschaft Triathlon Mitteldistanz | Kulmbach          |          | Deutscher Vize-Meister Triathlon hinter Stefan Schmid |
| 6. Aug. 2006  | 11   | London Triathlon                                   | London            |          | |

| Datum/Jahr    | Rang | Wettbewerb                  | Austragungsort | Zeit     | Bemerkung                                                        |
| ------------- | ---- | --------------------------- | -------------- | -------- | ---------------------------------------------------------------- |
| 7. Okt. 2018  | DNF  | Ironman Barcelona           | Calella        | –        | drittschnellster Schwimmer; Rennabbruch auf der Laufdistanz      |
| 30. Sep. 2017 | 7    | Ironman Barcelona           | Calella        | 08:16:10 |                                                                  |
| 13. Aug. 2017 | 2    | Ironman Hamburg             | Hamburg        | 08:22:27 | Zweiter bei der Erstaustragung                                   |
| 24. Sep. 2016 | 16   | Ironman Mallorca            | Alcúdia        | 09:01:40 | bis auf Laufkilometer 36 noch auf dem 3. Rang gelegen            |
| 16. Aug. 2014 | 1    | Ironman Sweden              | Kalmar         | 08:13:01 |                                                                  |
| 12. Okt. 2013 | 100  | Ironman Hawaii              | Hawaii         | 09:14:30 | erster Start bei der Ironman World Championship                  |
| 14. Apr. 2013 | 4    | Ironman South Africa        | Port Elizabeth | 08:22:34 |                                                                  |
| 9. Dez. 2012  | 2    | Ironman Western Australia   | Busselton      | 08:34:49 |                                                                  |
| 19. Aug. 2012 | 3    | Ironman Sweden              | Kalmar         | 08:10:12 | Dritter bei der Erstaustragung mit persönlicher Ironman-Bestzeit |
| 7. Aug. 2011  | 4    | Ironman Regensburg          | Regensburg     | 08:42:07 |                                                                  |
| 3. Okt. 2010  | 2    | Challenge Barcelona-Maresme | Barcelona      | 08:20:17 | Zweiter über die Langdistanz                                     |
| 12. Juli 2009 | 11   | Ironman Switzerland         | Zürich         | 09:28:45 | erster Start auf der Langdistanz                                 |

| Datum/Jahr    | Rang | Wettbewerb               | Austragungsort    | Zeit     | Bemerkung    |
| ------------- | ---- | ------------------------ | ----------------- | -------- | ------------ |
| 11. März 2018 | 7    | Frankfurter Halbmarathon | Frankfurt am Main | 01:12:48 | Halbmarathon |

(DNF – Did Not Finish)